# Impedanță electrică
În electrotehnică impedanța electrică este o mărime care reprezintă măsura opoziției unui circuit electric față de trecerea curentului alternativ. Impedanța electrică extinde noțiunea de rezistență electrică din curent continuu la circuite electrice în curent alternativ. Are ca invers mărimea admitanță. Se notează cu Z:
{\displaystyle Z=R+jX}
unde:
R - reprezintă rezistența electrică și caracterizează elementul de circuit sau circuitul electric, în ceea ce privește puterea activă disipată (consum de putere);
X – reactanța electrică și caracterizează elementul de circuit sau circuitul electric, în ceea ce privește puterea reactivă (energia acumulată în câmp electric sau magnetic);
Rezistența electrică este întotdeauna pozitivă, însă reactanța poate fi atât pozitivă, în cazul inductanțelor cât și negativă, în cazul capacităților electrice.
{\displaystyle j={\sqrt {-1}}}
Valoarea în modul este {\displaystyle Z={\sqrt {R^{2}+X^{2}}}}